# NGC 3566
NGC 3566 – galaktyka eliptyczna (E/SB0), znajdująca się w gwiazdozbiorze Pucharu. Odkrył ją w 1886 roku Ormond Stone. Współcześnie najczęściej uważana za identyczną z NGC 3565, odkrywca zarejestrował dwa obiekty pod tą samą, niedokładną pozycją, jednak w okolicy widoczna jest tylko jedna galaktyka i kilka słabych gwiazd.